# Auch im Regen
Auch im Regen ist ein Lied des Popduos Rosenstolz. Es wurde erstmals am 17. November 2006 beim Label Universal Music Group veröffentlicht und von Ulf Leo Sommer sowie Rosenstolz selbst geschrieben. Das Lied ist in Rosenstolzs Album „Das große Leben“ enthalten.

## Inhalt
Der Text behandelt das Zusammenhalten auch in schwierigen Situationen. AnNa R. singt: „Ich weiß nur es wird regnen und hört so schnell nicht auf.“, es werden schwierige Zeiten auf sie zukommen. Mit „Auch im Regen siehst du mich“ wird der Refrain zusammengebaut.

## Musikvideo
Das offizielle Musikvideo wurde erstmals am 17. November 2006 bei MyVideo veröffentlicht. Das Video fängt mit Plate und AnNa R. an, wie sie in einer kleinen Wohnung sitzen. Sie spricht zu ihm. Nebenbei wird eine Szene gezeigt, in der sie mit Taschenlampe auf einem Feld, während es stark regnet, laufen. Plate versucht unter anderem, mit einem selbst gebauten Konstrukt zu fliegen, dies gelingt nicht und er läuft niedergeschlagen weg. Sie sieht ihn in einer Scheune, wo seine Pläne für seine „Erfindung“ sind. Schlussendlich gelingt es ihm doch, nach einiger Zeit stürzt er allerdings ab und wird von AnNa R. und anderen Leute gefunden. Auch bei YouTube wurde das Video veröffentlicht, dort bekam es über 360.000 Aufrufe. Auf myVideo wurde es rund 90.000 Mal angeschaut.

## Rezeption
Armin Linder von plattentests.de meint, dass bei Auch im Regen herzige Streicher herunterprasseln würden, während Artur Schulz von laut.de feststellte, dass der Song „ein paar ordentliche Momente“ hätte, aber niemals die Einzigartigkeit, die Rosenstolz auszeichnet.

## Chartplatzierungen
In Deutschland erreichte der Titel Platz acht der Charts; 14 Wochen konnte die Single insgesamt in den Top 100 bleiben. In Österreich kam Auch im Regen nur auf Platz 35 und blieb auch nur fünf Wochen in den Charts.
| ChartsChartplatzierungen | Höchstplatzierung | Wochen |
| ------------------------ | ----------------- | ------ |
| Deutschland (GfK)        | 8 (14 Wo.)        | 14     |
| Österreich (Ö3)          | 35 (5 Wo.)        | 5      |